# 施盧赫湖 (萊茵-埃爾夫特縣)
50°49′22.8″N 6°51′33.2″E / 50.823000°N 6.859222°E

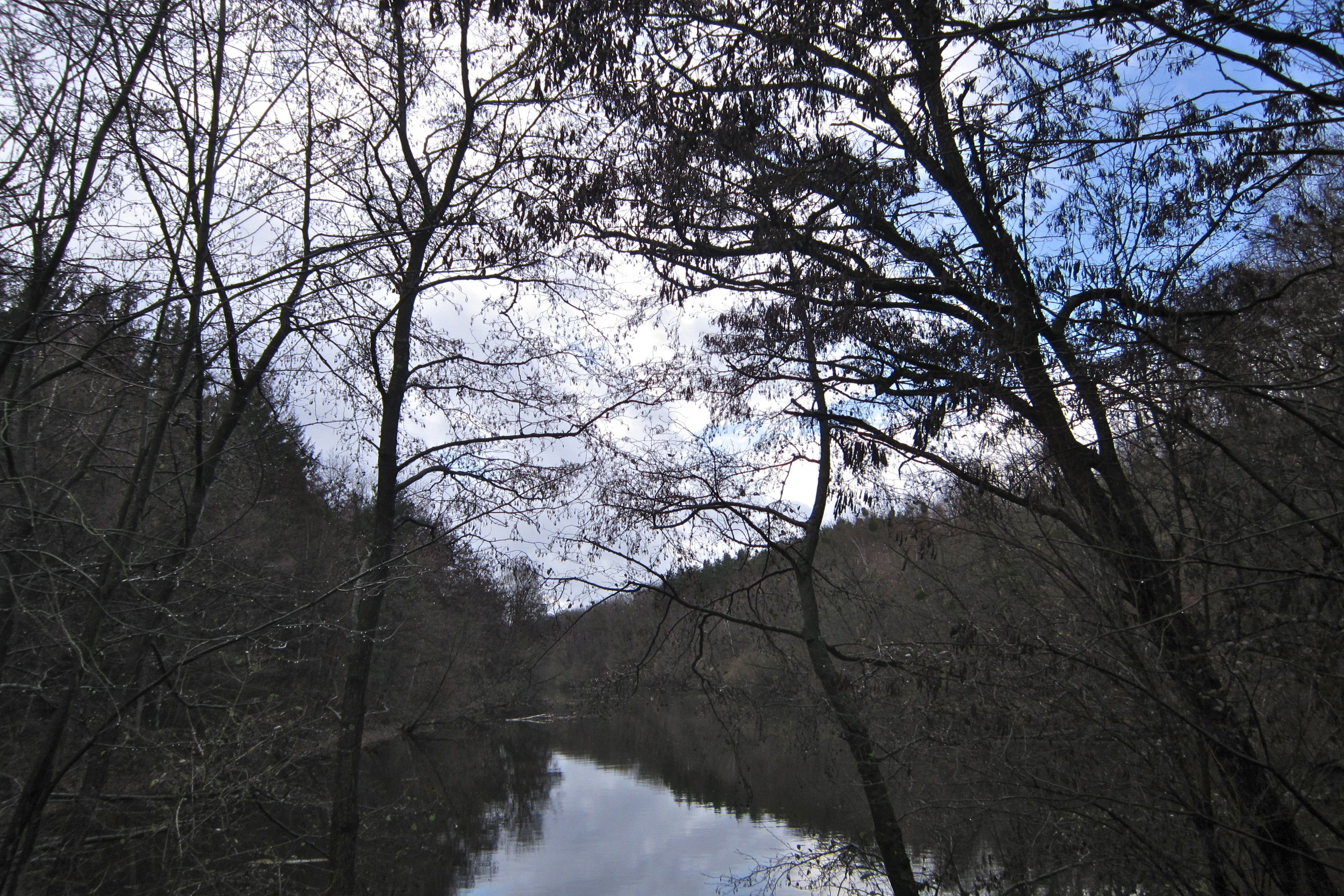

施盧赫湖（德語：Schluchtsee），是德國的湖泊，位於該國西部，由北萊茵-威斯特法倫州負責管轄，處於萊茵-埃爾夫特縣，長0.6公里、寬0.1公里，面積0.02平方公里，海拔高度98米，最大水深7.5米。